# Olton (Teksas)
Olton je grad u američkoj saveznoj državi Teksas. Prema popisu stanovništva iz 2010. u njemu je živjelo 2.215 stanovnika.